# Apia
Apia a Szamoai Független Állam fővárosa, a Csendes-óceán délnyugati részén, a Polinéziai szigetvilágban található.

## Fekvése
Upolu szigetének északi partján, egy jól védett öböl mellett fekszik a Vaisigano-folyó torkolatát körülvevő keskeny parti síkságon. A település látképét a 472 méter magas Vaia-hegy uralja. A város közigazgatásilag az Upolu középső részét magába foglaló Tuamasaga körzethez tartozik.

## Éghajlat
Éghajlata egyenlítői, melynek köszönhetően egyes hónapok középhőmérséklete alig tér el az évi 26 °C-os átlagértéktől.
Az évi csapadékmennyiség meghaladja a 2800 millimétert, attól függetlenül, hogy Apia a sziget szárazabb, szélcsendesebb oldalán fekszik. Aszályos évszak itt nincs, de a téli hónapokban ritkábbak és kevésbé kiadósak a délutáni záporok.
A sziget belsejét a sok csapadék és a páradús meleg hatása miatt sűrű őserdők borítják.
| Hónap                         | Jan. | Feb. | Már. | Ápr. | Máj. | Jún. | Júl. | Aug. | Szep. | Okt. | Nov. | Dec. | Év   |
| ----------------------------- | ---- | ---- | ---- | ---- | ---- | ---- | ---- | ---- | ----- | ---- | ---- | ---- | ---- |
| Átlagos max. hőmérséklet (°C) | 30,0 | 29,0 | 30,0 | 30,0 | 29,0 | 29,0 | 29,0 | 28,0 | 28,0  | 29,0 | 30,0 | 29,0 | 29,2 |
| Átlagos min. hőmérséklet (°C) | 23,0 | 24,0 | 23,0 | 23,0 | 23,0 | 23,0 | 23,0 | 23,0 | 23,0  | 23,0 | 23,0 | 23,0 | 23,1 |
| Átl. csapadékmennyiség (mm)   | 450  | 380  | 350  | 250  | 160  | 120  | 80   | 80   | 130   | 170  | 160  | 370  | 2700 |
| Forrás: Weatherbase           |      |      |      |      |      |      |      |      |       |      |      |      |      |

## Története

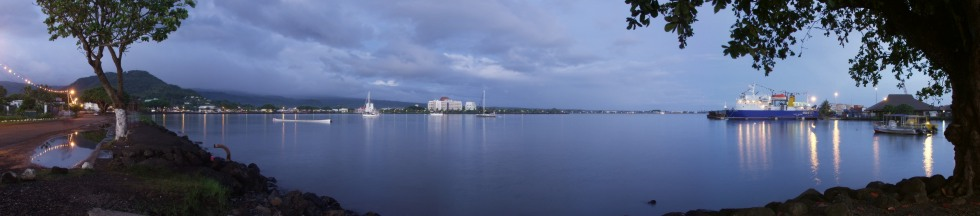
Apia látképe a kikötővel

A Szamoa-szigeteken - az itt végzett régészeti kutatások alapján - a polinéziai hajósok már körülbelül 2500-3000 évvel letelepedtek. A szigeteket az európaiak közül elsőként 1722-ben a holland Roggeveen fedezte fel. 
Nyugat Szamoa 1899-ben került a németek kezébe. Előtte Németországon kívül Nagy-Britannia és az Egyesült Államok is harcot folytatott érte.
Az első világháborútól 1962-ig, a függetlenség elnyeréséig új-zélandi igazgatás alatt állt.

## Gazdasága

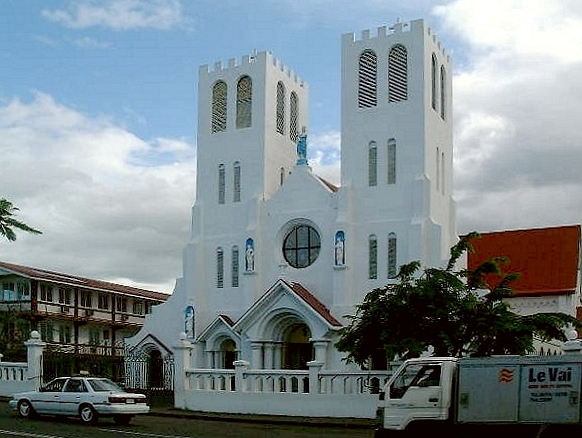
A nagy katolikus templom

Apia az 1800-as évek közepén még mint szerény kereskedelmi telep volt ismert. Fejlődését sokáig hátráltatta, hogy a korallzátonyok miatt nagyobb hajók nem tudtak eljutni az öbölben fekvő kikötőbe.
1966-ban elkészült a főváros új mélyvízi kikötője a Mataulu félszigeten, melyet már korszerű berendezésekkel - többek között konténer- és tankhajóterminállal is elláttak.
A szigetország ipara a kikötő köré tömörül. Bútorgyár, konfekcióüzem és élelmiszeripari üzemek létesültek itt.
A sziget belsejének irtásain kivitelre termelnek kakaót, kókuszdiót és banánt.
A Faleolo nemzetközi repülőtér a fővárostól nyugatra, 35 km távolságra található.

## Nevezetességek
- Itt élt 1890-től 1894-ben bekövetkezett haláláig Robert Louis Stevenson, A kincses sziget írója.